# ديفيد دي. إيتكن
ديفيد دي. إيتكن هو محامي وسياسي أمريكي، ولد في 5 سبتمبر 1853 في فلينت في الولايات المتحدة، وتوفي بنفس المكان في 26 مايو 1930. نشط حزبياً في الحزب الجمهوري. وقد انتخب عضو مجلس نواب ميشيغان ‏ وانتخب عضو مجلس النواب الأمريكي ‏.